# 誰がその鐘を鳴らすのか?
「誰がその鐘を鳴らすのか?」（だれがそのかねをならすのか、略称：誰鐘）は、日本の女性アイドルグループ欅坂46の楽曲。2020年8月21日に1作目の配信限定シングルとしてSony Recordsより発売された。秋元康が作詞、辻村有記と伊藤賢が作曲した。楽曲のセンターポジションは不在。

## 背景とリリース
欅坂46初の配信限定シングル。本楽曲が欅坂46名義として最後の楽曲となる。当初は2019年冬にリリースの欅坂46の9thシングルにカップリング曲として収録される予定であったが、制作上の都合から9thシングルのリリース自体が見直しとなり、紆余曲折を経て、欅坂46の最後のシングルとして配信されることとなった。同曲がリリースされる8月21日は、欅坂46の結成日である。

## チャート成績
本作は2020年8月31日付のオリコン週間デジタルシングル（単曲）ランキングで週間3万4245ダウンロード、Billboard Japan Download Songsで週間3万6509ダウンロードを記録し、初登場1位。その他、Twitter15位、ラジオ23位、ストリーミング64位を記録し、Billboard Japan HOT 100で週間総合14位を獲得した。

## メディアでの使用
誰がその鐘を鳴らすのか?
イオンカード『わたしの道』篇 CMソング。
LAWSON×欅坂46キャンペーンCMソング。
映画『僕たちの嘘と真実 Documentary of 欅坂46』主題歌。
UNI'S ON AIR「欅坂46 激動の5年間」篇CMソング。

## 収録曲
| #         | タイトル                    | 作詞      | 作曲             | 編曲             | 時間 |
| --------- | --------------------------- | --------- | ---------------- | ---------------- | ---- |
| 1.        | 「誰がその鐘を鳴らすのか?」 | 秋元康    | 辻村有記、伊藤賢 | 辻村有記、伊藤賢 | 4:05 |
| 合計時間: | 合計時間:                   | 合計時間: | 合計時間:        | 合計時間:        | 4:05 |

## 選抜メンバー

### 誰がその鐘を鳴らすのか?
（センター：不在）
- 石森虹花、上村莉菜、尾関梨香、小池美波、小林由依、齋藤冬優花、佐藤詩織、菅井友香、土生瑞穂、原田葵、守屋茜、渡辺梨加、渡邉理佐、井上梨名、関有美子、武元唯衣、田村保乃、藤吉夏鈴、松田里奈、松平璃子、森田ひかる、山﨑天、遠藤光莉、大園玲、大沼晶保、幸阪茉里乃、増本綺良、守屋麗奈[15]

配信開始当時の全メンバーが参加。二期生はオリジナルポジションとして初めてグループのシングル収録曲に参加した。